# Erich Rudzki
Erich Rudzki (* 16. Dezember 1891 in Neisse; † unbekannt) war ein deutscher SA-Führer, zuletzt im Rang eines SA-Brigadeführers. Er war unter anderem Stabsführer der SA-Obergruppe VI in Hannover.

## Leben und Wirken
Rudzki meldete sich am 24. August 1914 als Kriegsfreiwilliger zur Teilnahme am Ersten Weltkrieg beim Feldartillerieregiment 59. Während des Krieges wurde er am 24. Februar 1916 zum Leutnant der Reserve befördert und zum 18. Januar 1917 dem Stab des Feldartillerieregiments 273 als Ordonnanzoffizier zugeteilt. Nach Kriegsende schied er am 16. August 1919 aus der Armee aus.
In der Zeit der Weimarer Republik gehörte Rudzki ab 1928 der DNVP und seit 1930 dem Stahlhelm an. Zum 1. Mai 1931 wechselte er in die NSDAP (Mitgliedsnummer 540.163). Wenige Monate später, am 27. Dezember 1931, trat er auch in die SA ein. In dieser gehörte er zunächst dem Sturm 1/73 in Hannover an.
Vom 20. Februar bis 13. April 1932 war Rudzki Militärlehrer in der SA-Schule Kreiensen. In der Zeit vom 30. Januar 1934 bis zum 30. August 1934 amtierte er als Stabsführer der von Viktor Lutze geführten SA-Obergruppe VI (Hannover). Wenige Monate nach Lutzes Ernennung zum Stabschef der SA wurde Rudzki zum 1. September 1934 als Abteilungschef in den Stab der Obersten SA-Führung kommandiert.
Nachdem er seit dem 1. Oktober 1935 als Abteilungschef des Hilfswerks Nordwest fungiert hatte, wurde Rudzki zum 1. Januar 1939 von der Gruppe Donau zur Gruppe Pommern versetzt. Seinen höchsten Rang in der SA erreichte er mit der Ernennung zum SA-Brigadeführer zum 1. Juli 1940.
Während des Zweiten Weltkriegs war er Führer der Gruppe 12 des Reichsluftschutzbundes.